# Olive (wherry)
Pour les articles homonymes, voir Olive (homonymie).
Olive est un Norfolk wherry de 1909  construit à Wroxham dans le Comté de Norfolk. C'est un des rares exemplaires de yacht wherry  (en anglais : wherry yacht) avec le Norada et le White Moth.

Il appartient à la flotte de la Wherry Yacht Charter depuis 2006.

Il est classé bateau historique depuis 1993 par le National Historic Ships UK  et au registre du National Historic Fleet.

## Histoire
Olive a été construit au chantier Ernest Collins de Wroxham., comme le Norada et le White Moth. 

Il a été affrété pour la plaisance, avec un skipper et un marinier, jusqu'en 1958. Après quelques années de service comme houseboat, il a été vendu plusieurs fois de 1964 à 1974. Il a subi une restauration en 1975, avec un nouveau mât et nouvelle voile et a été équipé d'un moteur électrique en 1987. Il a servi, pendant cette période, comme voilier de plaisance en charter.
En 2006, il a été acheté par la Wherry Yacht Charter avec une subvention de la Heritage Lottery Fund. Il a subi une nouvelle restauration en 2012 avant de reprendre ses activités de plaisance.